# Du måste förstå att jag älskar Fantomen
Du måste förstå att jag älskar Fantomen är en TV-serie med manus och regi av Christina Nilsson efter hennes pjäs. Serien sändes ursprungligen i SVT2 i fem delar mellan 28 december 1981 och 1 januari 1982.

## Handling
Serien kretsar kring Toffe, en pojke som nyligen har fyllt sju år och går på dagis. Toffe saknar sin pappa som han sällan träffar efter föräldrarnas skilsmässa. Både hemma och på dagis är han bråkig och utåtagerande. Handlingen utspelar sig till stor del i badrummet där Toffe leker och fantiserar att han är lika stark som Fantomen. I scenerna på dagis skildras gräl och samhörighet med kamrater, men även slagsmål om leksaker och samlagslekar. Relationen med mamman handlar främst om bråk och försoning i badrummet. Toffes fantasier gestaltas med ett formspråk med estetiska effekter och specialeffekter, vilket gör det lättare för tittarna att förstå att Fantomenfantasierna är just fantasier.

## Mottagande
Programmet var avsett att ses av föräldrar och barn tillsammans och inför varje avsnitt påtalades att programmet inte rekommenderades för barn under fem år. Serien väckte många reaktioner från publiken och många vuxna påstod att barn hade blivit rädda för vissa scener.
I en receptionsstudie som Barnredaktionen gjorde framgick att barn i målgruppen mellan 5 och 6 år inte hade blivit rädda och att de även hade förstått skillnaden mellan de verklighetsbaserade scenerna och Toffes fantasier bättre än förväntat. Däremot hade många av barnen inte förstått att föräldrarna var skilda och att det var orsaken till att Toffe bråkade. Barnen upplevde att det fanns något positivt i att Toffe bråkade och vågade utmana vuxenvärldens regler och krav. Att många av barnen i publiken inte uppfattat att föräldrarna var skilda tillskrevs att skilsmässor och skilsmässoskildringar under 1970- och 1980-talen var mindre vanliga jämfört med senare årtionden.
Serien blev också startskottet för Vanna Rosenbergs skådespelarkarriär.